# وزارة الصناعة والتجارة (اليمن)
وزارة الصناعة والتجارة هي أحد وزارات الحكومة اليمنية، تهدف الوزارة إلى تطوير قطاع الصناعة والتجارة، وهي الجهة المسئولة عن وضع إستراتيجية التنمية الصناعية والتجارية بصورة تكفل المساهمة الفاعلة في زيادة الناتج المحلي الإجمالي، وتنظيم النشاط التجاري طبقاً للدستور والقوانين والسياسات العامة للدولة وخطة التنمية الاقتصادية والاجتماعية.

## الوزير
الوزير الحالي هو محمد محمد حزام الأشول منذ 18 ديسمبر 2020م.

## التاريخ
بعد إعلان الوحدة اليمنية في عام 1990م تم الفصل بين وزارة الاقتصاد ووزارة التموين والتجارة وتم إنشاء وزارة التموين والتجارة وتعديل وزارة الاقتصاد إلى وزارة تسمى وزارة الصناعة.. وفي عام 2001م صدر القرار الجمهوري بالقانون رقم (46) لسنة 2001م بدمج وزارة الصناعة ووزارة التموين والتجارة سابقا في وزارة واحدة تسمى وزارة الصناعة والتجارة.

## المهام والأختصاصات
1. المساهمة في وضع السياسة الاقتصادية العامة للدولة والخطط والبرامج اللازمة لتنفيذها
2. وضع وتنفيذ إستراتيجية التنمية الصناعية وتنظيم النشاط التجاري واقتراح السياسات والبرامج التنفيذية بما يتفق والقوانين النافذة.
3. اقتراح وإعداد مشاريع القوانين المنظمة للنشاط الصناعي والتجاري وإصدار النظم واللوائح والقرارات في مجال نشاط الوزارة وضمان تنفيذها.
4. تشجيع وتطوير القطاعات اقتصادية للمشاركة في المجال الصناعي والتجاري.
5. إعداد الدراسات والبحوث الهادفة إلى تطوير الأنشطة والقطاعات الصناعية والتجارية المختلفة.
6. إعداد الدراسات والمقترحات لإنشاء مناطق صناعية والمشاركة مع الجهات المسئولة عن التخطيط الحضري في تحديد المناطق الصناعية والأسواق العامة.
7. الاهتمام ببيانات وإحصائيات الميزان التجاري وتحليلها للاستفادة منها في إعداد السياسات التجارية واقتراح آليات التطوير بالتنسيق مع الجهات ذات العلاقة.
8. الرقابة على كافة المنشات الصناعية للتأكد من التزامها بالقوانين النافذة.
9. وضع قوائم بالمواد والسلع المحضور استيرادها إلا بموافقة مسبقة من الوزارة وذلك من واقع القوائم التي تحددها وتصنفها الجهات ذات العلاقة.
10. التنسيق مع الجهات ذات العلاقة في وضع القواعد المتعلقة باستيراد ونقل وتخزين المواد الأولية والوسيطة المصنفة دوليا (خطرة وملوثة).
11. التشجيع والتنظيم والرقابة على نقل التكنولوجيا.
12. وضع الاشتراطات العامة والبيئية لإقامة وتشغيل المشروعات الصناعية ومتابعة تطبيقها.
13. المساهمة في وضع النظم والتشريعات ذات الصلة بالبيئة ومتابعة تطبيقها.
14. الإشراف على تطبيق القواعد والنظم الخاصة بالأمن والسلامة الصناعية بالتنسيق مع الجهات ذات العلاقة.
15. الإشراف على الصناعات الصغيرة وتشجيع إقامة الجمعيات التعاونية الصناعية بالتنسيق مع الجهات ذات العلاقة.
16. إجراء المسوح الصناعية والتجارية الميدانية بالاشتراك مع الجهات ذات العلاقة.
17. القيام بالدراسات والبحوث اللازمة للمساهمة في وضع النظم الوطنية الخاصة بالمواصفات والمقاييس وضبط الجودة للمواد والسلع والمنتجات المحلية والمستوردة بالتنسيق مع الجهات ذات العلاقة والرقابة على تطبيقها.
18. إعداد الدراسات الفنية في مجالات الاستثمار الصناعي.
19. تقديم الخدمات المعلوماتية الصناعية والتجارية للمستثمرين ودراسة المشكلات التي تؤثر على أنشطتهم والمساعدة في حلها.
20. إعداد الدراسات وتقديم المقترحات الهادفة إلى تطوير سياسات التدريب والتأهيل للموارد البشرية بما يلبي متطلبات التنمية الصناعية والتطور العلمي والتكنولوجي
21. دراسة ومتابعة تطورات الأسواق الخارجية والداخلية وتحليل انعكاساتها على الاقتصاد الوطني.
22. الترويج للمنتجات المحلية وتشجيع الصادرات بالتنسيق مع الجهات ذات العلاقة.
23. منع دخول السلع مجهولة المصدر أو المنشأ أو التي لا تنطبق عليها شروط الاستيراد النافذة بالتنسيق مع الجهات ذات العلاقة.
24. حماية المستهلك من الغش والتدليس في السلع والمنتجات وأدوات الوزن والكيل والمقياس بالتنسيق مع الجهات ذات العلاقة.
25. اتخاذ الإجراءات والتدابير اللازمة لتعزيز وتامين المنافسة التجارية في الأسواق المحلية ومنع الاحتكار والغش وفقا للقوانين والقرارات النافذة ذات العلاقة.
26. تسجيل الشركات والوكالات وفروع الشركات والبيوت الأجنبية والإشراف على أنشطتها وفقا للقوانين والقرارات النافذة.
27. مسك السجلات الخاصة بالعلامات والأسماء التجارية وبراءة الاختراع والرسوم والنماذج الصناعية والعمل على حماية حقوق الملكية الفكرية في الجوانب الصناعية والتجارية طبقا للقوانين والقرارات النافذة ذات العلاقة.
28. مسك السجل التجاري والصناعي وإصدار تراخيص مزاولة النشاط الصناعي والتجاري وفقا للقوانين والقرارات النافذة ذات العلاقة.
29. الإشراف على المعارض الأجنبية وتنظيم وإقامة المعارض المحلية والخارجية والمشاركة فيها بهدف الترويج للمنتجات المحلية وتنشيط تصديرها بالتنسيق مع الجهات ذات العلاقة.
30. الإشراف على المؤسسات والشركات العامة الصناعية والتجارية التابعة للوزارة أو أي مؤسسة أو هيئة أو شركة عامة تحدد قوانين أو قرارات إنشائها تبعيتها للوزارة.
31. الإشراف على أعمال الجهاز الفني للمجلس الأعلى لتنمية الصادرات.
32. الإشراف على مهنة تدقيق ومراجعة الحسابات وفقا للقوانين والقرارات النافذة..
33. الإشراف على أنشطة الجمعيات التعاونية ذات الصلة بنشاط الوزارة وفقا للقوانين والقرارات النافذة.
34. الإشراف على الغرف التجارية الصناعية واتحادها العام وفقا للقوانين والقرارات النافذة.
35. وضع وتطبيق نظام حديث للمعلومات الصناعية والتجارية والاستفادة منه في تحسين وتخطيط العمل وتنظيمه.
36. وضع الدراسات والمقترحات الخاصة باتفاقيات مناطق التجارة الحرة الثنائية والإقليمية.
37. التنسيق مع الهيئة العامة للمناطق الحرة وفروعها للحصول على البيانات والمعلومات التجارية والصناعية وفقا للقوانين والقرارات النافذة ذات العلاقة.
38. إعداد مشاريع اتفاقيات مناطق التبادل التجاري الحر الثنائي والعربي ومتابعة تنفيذها.
39. دراسة الاتفاقيات التجارية والاستفادة منها في تحسين شروط التبادل التجاري.
40. دراسة الفرص والمزايا والالتزامات المترتبة على الانضمام إلى اتفاقيات المنظمات الاقتصادية الإقليمية والدولية والاستفادة منها في إدارة التجارة الخارجية.
41. دراسة الآثار الناتجة عن عملية الانضمام لمنظمة التجارة العالمية والعمل على توضيح الفوائد المترتبة على الانضمام ومعالجة الجوانب السلبية المترتبة عليها بالاشتراك مع الجهات ذات العلاقة.
42. رصد وتحليل الاتجاهات العامة للتجارة الخارجية وبحث الفرص التي توفرها ونتائجها وأثارها.
43. إنشاء نقطة التجارة الدولية لخدمة تنمية التجارة والصادرات.
44. إصدار مجلة أو جريدة تهتم بالشئون الصناعية والتجارية والتنموية.
45. تنمية وتطوير العلاقات الصناعية والتجارية مع الدول والهيئات والمنظمات العربية والإسلامية والدولية.
46. تنظيم الندوات واللقاءات والمؤتمرات في المجالات الصناعية والتجارية.
47. تمثيل الجمهورية اليمنية في المفاوضات والمؤتمرات والمنظمات والندوات العربية والإقليمية والدولية في المجالات الصناعية والتجارية طبقا للقوانين والقرارات النافذة.
48. وضع وتنفيذ البرامج اللازمة لرفع كفاءة العاملين وتنمية مهاراتهم وقدراتهم في الوزارة والوحدات التابعة لها بما يلبي الاحتياجات وتحسين الأداء[2]